# Rhagadolobium pulchellum
Rhagadolobium pulchellum är en svampart som först beskrevs av Speg., och fick sitt nu gällande namn av Arx 1962. Rhagadolobium pulchellum ingår i släktet Rhagadolobium och familjen Parmulariaceae.   Inga underarter finns listade i Catalogue of Life.